# Ulmus procera
Denumire comună Ulm englez Familie Ulmaceae.
Ulmus procera este un arbore de foioase care crește până la 35 m (114ft) cu 15 m (49ft) în ritm rapid. Perioada de înflorire a acestei specii este din februarie până în martie, iar semințele se coc din mai până în iunie. Specia este hermafrodită (are atât organe masculine, cât și feminine) , iarpolenizarea este facuta de vant. Este remarcat pentru atragerea faunei sălbatice. Adecvat pentru: soluri ușoare (nisipoase), medii (moi) și grele (argiloase) și preferă solul bine drenat. PH adecvat: soluri acide, neutre și bazice (alcaline). Poate crește în condiții de semi-umbră sau fără umbră. Preferă solul umed. Planta poate tolera expunerea maritimă. Poate tolera poluarea atmosferică.